# Sebastian Walter (Politiker, 1990)

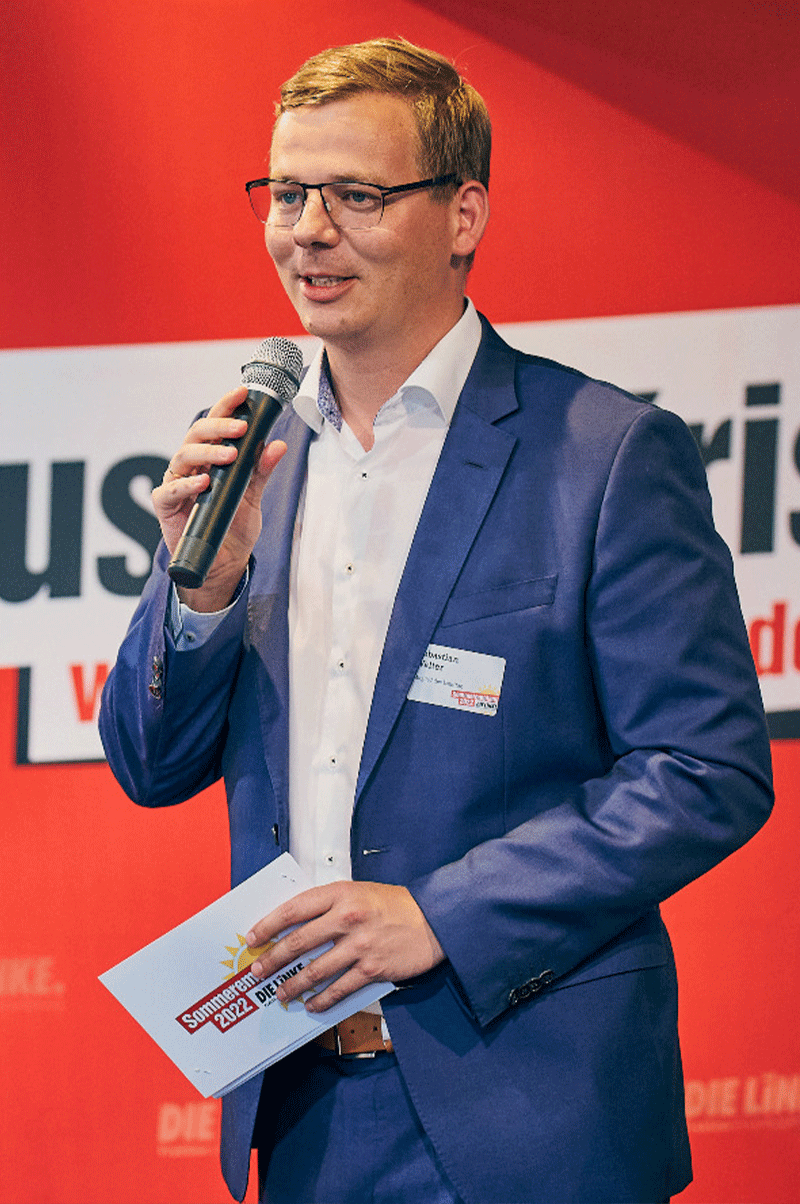
Sebastian Walter (2022)

Sebastian Walter (* 21. April 1990 in Eberswalde-Finow) ist ein deutscher Politiker (Die Linke). Von 2019 bis 2024 war er Mitglied des Landtags Brandenburg und Vorsitzender der dortigen Linksfraktion. 2022 wurde er neben Katharina Slanina zum Vorsitzenden von Die Linke Brandenburg gewählt.

## Leben
Nach einem Bachelor-Studium mit Lehramtsoption in den Fächern Geschichte und Lebensgestaltung-Ethik-Religionskunde an der Universität Potsdam war Sebastian Walter von 2016 bis 2019 als Gewerkschaftssekretär des DGB und als dessen Regionalgeschäftsführer in Ostbrandenburg tätig. In einer Plenardebatte zum Thema Antisemitismus bezeichnete sich Walter als „Enkel eines Täters, eines Waffen-SS-Offiziers“.
Sebastian Walter ist verheiratet und hat einen Sohn.

## Politik
Walter engagierte sich bereits als Jugendlicher in der Linksjugend. Von 2012 bis 2016 war er stellvertretender Vorsitzender seiner Partei in Brandenburg. Von 2017 bis 2024 gehörte er dem Kreistag des Landkreises Barnim an. Seit 2019 ist er Mitglied in der Stadtverordnetenversammlung Eberswalde. Bei der Landtagswahl in Brandenburg 2019 erhielt er ein Mandat im Landtag Brandenburg und wurde daraufhin gemeinsam mit Kathrin Dannenberg Fraktionsvorsitzender der Partei Die Linke im Brandenburgischen Landtag. Im Februar 2021 wurde er alleiniger Fraktionsvorsitzender. Für die Fraktion war Walter Sprecher für Wirtschaftspolitik, Energiepolitik, Digitalisierung und Arbeitsmarkt.
Seit 2022 ist er in Doppelspitze mit Katharina Slanina Landesvorsitzender der Partei Die Linke in Brandenburg.
Am 23. November 2023 nannte Walter die AfD-Abgeordneten Hans-Christoph Berndt und Andreas Galau während einer Debatte über Antisemitismus im Landtag „Nazischwein“.
Bei der Landtagswahl 2024 trat er als Spitzenkandidat seiner Partei an. Mit 3,0 % verfehlte Die Linke den Wiedereinzug in den Landtag; Walter sprach diesbezüglich von einer „persönlichen Niederlage“.